# Philip K. Chapman
Philip Kenyon Chapman (Melbourne, 5 de marzo de 1935-Arizona, 5 de abril de 2021) fue un astronauta australiano-estadounidense. Sirvió durante unos cinco años en el Grupo 6 de Astronautas de la NASA (1967).

## Primeros años
Nació en Melbourne, Australia, la familia de Chapman se mudó a Sídney cuando él era un niño. Después de asistir a Fort Street Opportunity School (a la que también asistió Douglas Mawson), Chapman asistió a Parramatta High School. Luego obtuvo una licenciatura en física y matemáticas de la Universidad de Sídney, en 1956.
Luego asistió al Instituto de Tecnología de Massachusetts en Estados Unidos, donde obtuvo una maestría en aeronáutica y astronáutica en 1964 y un título de Doctor en Ciencias en instrumentación en 1967. Sus asesores de tesis doctorales incluyeron a los premios Nobel Steven Weinberg y Rainer Weiss.

## Carrera
Chapman sirvió en la Reserva de la Real Fuerza Aérea Australiana de 1953 a 1955. Aprendió a volar (en un Tiger Moth) durante el Servicio Nacional Australiano.
De 1956 a 1957, trabajó para Philips Electronics Industries Proprietary Limited en Sídney, Australia. Luego pasó 15 meses en la Base Mawson en la Antártida con las Expediciones de Investigación Antártica Nacional de Australia (ANARE), para el Año Geofísico Internacional (IGY), 1958, como físico de auroras-radio. El trabajo requirió que pasara la mayor parte del invierno en una base remota con 2 hombres, cerca de la colonia de pingüinos emperador más grande del mundo, cerca del glaciar Taylor. Chapman exploró el área local, siendo el primer humano en escalar el Chapman Ridge, que él y los miembros de su equipo llamaron Mount Rumdoodle.
De 1960 a 1961, fue ingeniero de personal de electroóptica en simuladores de vuelo para Canadian Aviation Electronics Limited en Dorval, Canadá. Su siguiente asignación fue como físico en el Instituto de Tecnología de Massachusetts, donde trabajó en electroóptica, sistemas inerciales (en el Laboratorio de Astronomía Experimental, bajo la dirección de Charles Stark Draper, y teoría gravitacional con Rainer Weiss hasta el verano de 1967.
Después de obtener la ciudadanía estadounidense, Chapman fue seleccionado como científico-astronauta por la NASA en agosto de 1967. Se formó como astronauta, incluido el entrenamiento de piloto de jet con la USAF y la Escuela Subacuática de la Marina de los Estados Unidos, y se desempeñó como Científico de la Misión Apolo 14.
Renunció al programa cerca del cierre del Programa Apolo en julio de 1972, en gran parte porque no estaba de acuerdo con la decisión de construir el Transbordador Espacial. En público, dijo, "parece que tenemos que elegir entre perder nuestra competencia como pilotos o perder nuestra competencia como científicos".
Después de pasar los siguientes cinco años trabajando en propulsión láser en el Laboratorio de Investigación Avco Everett como asistente especial de Arthur Kantrowitz, se mudó a la firma Arthur D. Little para trabajar con Peter Glaser, el inventor del satélite de energía solar (SPS). Chapman participó activamente en el Programa de Evaluación y Desarrollo de Conceptos SPS (CDEP) de NASA/DOE a fines de la década de 1970 y principios de la de 1980 y desde entonces ha continuado haciendo contribuciones a la literatura sobre energía desde el espacio.
A mediados de la década de 1980, Chapman cambió su enfoque al espacio comercial, construyendo empresas privadas que desarrollan productos y servicios para empresas basadas en el espacio y orientadas a la Tierra. Se desempeñó como presidente de la Sociedad L5 (ahora Sociedad Espacial Nacional) durante la exitosa campaña para evitar que el Senado de los Estados Unidos ratificara el Tratado de la Luna, que habría excluido cualquier actividad comercial en la Luna.
Chapman fue miembro del Consejo Asesor de Ciudadanos sobre Política Espacial Nacional, que ha asesorado a varios presidentes de Estados Unidos sobre cuestiones relacionadas con el espacio. En particular, un documento de posición del consejo fue fundamental para convencer a Ronald Reagan de que era técnicamente factible interceptar misiles balísticos en vuelo. Los oponentes pensaron que la Iniciativa de Defensa Estratégica (SDI) era una fantasía, y la llamaron "Star Wars".
En 1989, Chapman dirigió una expedición científica por mar financiada con fondos privados desde Ciudad del Cabo, Sudáfrica, hasta Enderby Land, Antártida, para recopilar información sobre los recursos minerales antes de que el Protocolo de Madrid al Tratado Antártico declarara ilegal la prospección en el continente.
De 1989 a 1994, Chapman fue presidente de Echo Canyon Software en Boston, que produjo el primer entorno de programación visual para Windows, antes de que Microsoft presentara Visual Basic.
En 1998, Chapman fue científico jefe de Rotary Rocket de San Mateo, California. Rotary Rocket construyó y voló pruebas atmosféricas del Roton, un novedoso vehículo de lanzamiento espacial tripulado y reutilizable.
En 2004, Chapman presentó dos ponencias en el 55.º Congreso Astronáutico Internacional celebrado en Vancouver, Canadá. El primero, "Luces in the Sky with Diamonds", presentó un diseño para un SPS iso-inercial de gasa usando películas delgadas de diamante artificial en dispositivos de conversión termoiónica. El segundo documento, "Power from Space and the Hydrogen Economy", analiza las implicaciones del reciente descubrimiento de vastos depósitos de hidratos de metano bajo el permafrost ártico y en las plataformas continentales, que pueden ser suficientes para satisfacer todas las necesidades energéticas mundiales durante muchos miles de años.
Chapman fue científico jefe de Transformational Space Corporation, que bajo un contrato de $6 millones de la NASA, t/Space ha desarrollado un plan y un vehículo reutilizable para apoyar a la Estación Espacial Internacional (ISS), después de que los transbordadores se retiraran en 2010. El Roton es una nave espacial tripulada que pertenece y es operada por una empresa privada. La NASA ahora ha adoptado el apoyo comercial como su plan de base para la ISS.
En 2009, Chapman formó Solar High Study Group, "un equipo de altos directivos y tecnólogos con experiencia directamente relevante que creen que la energía solar basada en el espacio puede resolver el problema de llevar energía limpia y asequible a las personas en cualquier lugar de la Tierra o en el espacio." En julio de 2010, Chapman presentó diapositivas a la Fuerza Aérea de los Estados Unidos, sobre el tema de las implicaciones tácticas y estratégicas de la energía solar basada en el espacio (SBSP).
La carrera de Chapman está narrada en el libro "Científicos-Astronautas de la NASA" de David Shayler y Colin Burgess.
Los años de Chapman en la NASA también se describen en Australia's Astronauts: Three Men and a Spaceflight Dream, 1999, de Colin Burgess.
Chapman falleció el 5 de abril de 2021, a la edad de 86 años.

## Opiniones sobre el calentamiento global
El 23 de abril de 2008, Chapman escribió un artículo de opinión en el periódico The Australian, señalando que eventualmente ocurrirá una nueva edad de hielo, que en base a la baja actividad solar actual podría incluso ser inminente, y "Es hora de dejar de lado el dogma del calentamiento global, al menos para comenzar la planificación de contingencia sobre qué hacer si nos estamos moviendo hacia otra pequeña edad de hielo, similar a la que duró desde 1100 hasta 1850". Unos días después se publicó una respuesta del meteorólogo afiliado al IPCC, David Karoly.
Chapman escribió un blog que incluía 17 entradas categorizadas como Calentamiento Global. Esas entradas presentaron muchos datos y comentarios para apoyar su punto de vista.